# Maltesische Badmintonmeisterschaft 1975
Die Maltesische Badmintonmeisterschaft 1975 fand vom 10. bis zum 13. April 1975 statt. Es war die 16. Austragung der nationalen Meisterschaften von Malta im Badminton.	

## Titelträger
| Disziplin    | Sieger                    |
| ------------ | ------------------------- |
| Herreneinzel | Alfred Cefai              |
| Dameneinzel  | Doreen Cann               |
| Herrendoppel | Alfred Cefai Kenneth Wain |
| Damendoppel  | Doreen Cann Doris Cordina |
| Mixed        | Alfred Cefai Simone Vella |